# Karl Fieke
Karl Fieke (* 5. Februar 1857 in Altenau; † 12. Dezember 1945 in Clausthal-Zellerfeld) war ein deutscher Buchdrucker, Zeitungsverleger und Heimatschriftsteller.

## Leben
Fieke war Sohn eines Hüttenaufsehers. Er besuchte die Volksschule in Altenau und erlernte von 1871 bis 1876 bei der Ed. Pieperschen Buchdruckerei in Clausthal das Buchdruckerhandwerk. Später war er als Buchdruckergehilfe unter anderem bei Georg Westermann in Braunschweig, in Wernigerode (1910 bis 1912) und von 1912 bis 1919 wieder in Clausthal tätig. 1888 rief Fieke den Verschönerungsverein Altenau ins Leben.
Gemeinsam mit dem Faktor Karl Mootz von der Pieperschen Druckerei gründete Fieke 1914 die Oberharzer Kriegsstimmungsbilder, in denen er unter anderem Feldpostbriefe veröffentlichte. Es folgten die lokalpolitischen Wochenblätter Stimmungsbilder aus dem Oberharz (1918 bis 1921), Der Harzfreund (1922 bis 1929) und die Oberharzer Bürgerzeitung (1929 bis 1932).
Bereits 1919 gründete Fieke in Clausthal eine eigene Druckerei. Nebenbei verfasste er selbst Gedichte und Romane. 1920 erschien sein Bergmannsroman Der Harzwaldwilderer. 1924 und 1928 folgten die Gedichtsammlungen Der Harz im Liede und Liederbuch für Deutschlands Berg- und Hüttenarbeiter. Der Braunschweiger Hofmusikdirektor Max Clarus vertonte seine Dichtungen Die Sage vom Harzer Berggeist und Im Traume mein. Als Heimatforscher veröffentlichte Fieke mehrere Werke zur Oberharzer Geschichte und Geographie. Die Druckerei musste er aus wirtschaftlichen Gründen verkaufen. Zuletzt gab er von 1932 bis 1942 die Heimatbeilage der vormaligen Oberharzer Bürgerzeitung als selbständige Monatsschrift unter dem Titel Glückauf heraus.

## Werke
- Altenau im Harz und Umgebung in Poesie, Sage und Geschichte (1908)
- Die Wasserwältigung der Gruben im Oberharz (Wernigerode 1909)
- Zur wirtschaftlichen Notlage im Oberharz (Clausthal 1912)
- Der Harzwilderer (1924)
- Die Köhlerei des Harzes (Clausthal-Zellerfeld 1934)